# George Back

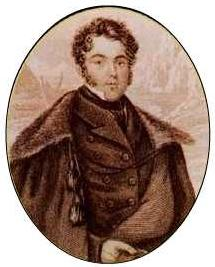
George Back

Sir George Back (* 6. November 1796 in Stockport, Greater Manchester, England; † 23. Juni 1878 in London) war ein britischer Marineoffizier und Polarforscher.

## Frühzeit und erste Expeditionen
Back trat am 15. September 1808 in die Royal Navy ein. An Bord der Fregatte HMS Arethusa nahm er während der Napoleonischen Kriege an Schlachten vor Cherbourg und der Nordküste Spaniens teil. 1809 geriet er in französische Kriegsgefangenschaft, aus der er erst fünf Jahre später entlassen wurde. Während der Haftzeit entwickelte er ein Talent für Malerei, was vor der Erfindung der Fotografie eine für Expeditionen wichtige Fähigkeit war.
Aufgrund dessen erhielt Back 1818 einen Posten in David Buchans Expedition nach Spitzbergen. Er diente an Bord der HMS Trent unter dem Kommando von John Franklin, der auf den jungen Midshipman aufmerksam wurde. Franklin nahm ihn daraufhin auch auf seine Expedition zur Erkundung der nordamerikanischen Arktisküste von 1819 und 1822 mit. Die Expedition hätte beinahe in einer totalen Katastrophe geendet, als die Gruppe mit unzureichender Nahrung und sonstigen Vorräten in der kanadischen Tundra festsaß und ein Teil der Mannschaft kurz davor stand, zu meutern. Dass Franklin selbst bei der Expedition mit dem Leben davonkam, verdankte er Back, der einen äußerst strapaziösen Marsch zu einem befreundeten Indianerstamm hinter sich brachte, und dort Hilfe organisieren konnte.
Bei seiner zweiten Expedition von 1825 bis 1827 zum Mackenzie River wollte Franklin Back dennoch zunächst nicht berücksichtigen. Back war während der ersten Expedition mit einem anderen Teilnehmer, Robert Hood, über die Zuneigung zu einem Indianermädchen namens Greenstockings derart in Streit geraten, dass ein Duell zwischen den beiden nur knapp verhindert werden konnte. Erst als der eigentlich von Franklin favorisierte Teilnehmer starb, entschied er sich dazu, Back mitzunehmen. Diese Expedition konnte schließlich erfolgreich beendet werden.

## Die Expedition zum Back River
1829 war John Ross an Bord des Dampfers Victory zu einer Expedition in die nordamerikanische Arktis aufgebrochen. Nachdem nach drei Jahren keinerlei Nachricht über seinen Verbleib eintraf, stellte die britische Admiralität auf Nachdruck von Ross Bruder George eine Rettungsexpedition zusammen. Die Führung der von der Hudson’s Bay Company organisierten Expedition sollte Back übernehmen.
Es wurde vermutet, dass die Victory im Prince Regent Inlet im Eis eingeschlossen war und Ross sich auf Somerset Island gerettet hatte. Dort befanden sich noch ausreichend Vorräte im Schiffswrack der HMS Fury, die Edward Parry 1825 dort zurücklassen musste. Backs Plan war es, vom Great Slave Lake aus dem „Great Fish River“ (heute Back River) entlang bis zur kanadischen Arktisküste zu folgen und anschließend nach Somerset Island zu gelangen. Zum „Great Fish River“ war jedoch bis dato kein Europäer vorgedrungen, sein Verlauf war nur aus Berichten von Indianern bekannt.
In Begleitung von drei Matrosen und einem Arzt, Dr. Richard King, segelte Back im Februar 1833 nach New York. Über Pelzhandelsrouten, die er noch von Franklins zweiter Expedition kannte, erreichte er am 8. August Fort Resolution´ am Great Slave Lake. Mit Hilfe eines indianischen Führers fand er den Abfluss des Great Fish Lake am 29. August. Er überwinterte jedoch zunächst in Fort Resolution. Am 30. April 1832 erhielt er die Nachricht, dass Ross mittlerweile sicher nach England zurückgekehrt war. Back konnte sich nun ganz auf die Erkundung des Flusses und der an dessen Mündung liegenden Küste konzentrieren. Er plante, bis zu Point Turnaround auf der Kent Peninsula vorzudringen, dort musste Franklin bei seiner ersten Expedition umkehren.
Am 7. Juni brach Back mit elf Männern und einem Boot, das sie während des Jahres gebaut hatten, in Richtung Great Fish River auf. Am 28. Juni erreichten sie dessen Abfluss. Für die Fahrt über den etwa 850 km langen Fluss brauchten sie 25 Tage und mussten dabei 38 Stromschnellen und Wasserfälle umgehen. An der Küste angekommen stellte sich jedoch heraus, dass das Polarmeer in Richtung Westen bereits durch dichtes Packeis zugefroren war. Nach zwei Wochen begrub Back die Hoffnung, dass sich die Eisdecke noch auflockern würde, und er kehrte nach Fort Reliance zurück. Im darauf folgenden Frühling kehrte er im März über New York nach England zurück. Dort erhielt er mehrere Ehrungen und die Beförderung zum Post-Captain. Er veröffentlichte ein Buch über die Reise, das sich erfolgreich verkaufte.

## Zweite Expedition unter Backs Führung

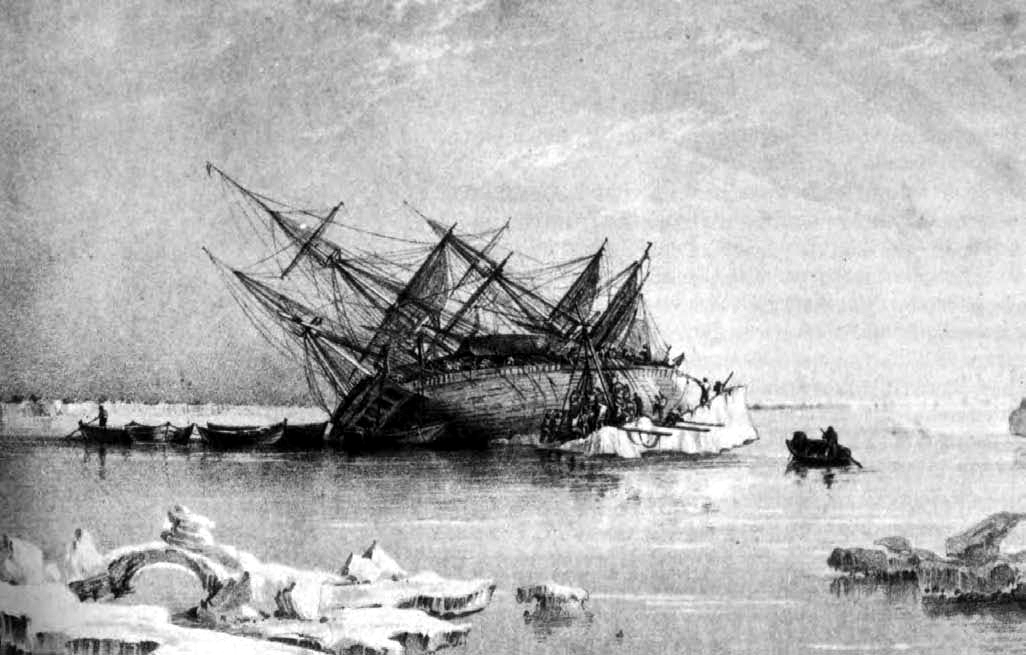
HMS Terror am 14. Juli 1837

Um die Kartierung der nordamerikanischen Eismeerküste weiter zu vervollständigen, schlug die Royal Geographic Society der britischen Regierung eine weitere Expedition vor, zu deren Leiter Back ernannt wurde. Die Expedition sollte zunächst die Hudsonstraße hin zur Wager Bay oder Repulse Bay durchqueren, von wo aus per Boot die Westküste der Melville-Halbinsel kartographiert werden sollte. An dieser Aufgabe war 1824 bereits eine Expedition unter George Francis Lyon gescheitert, wobei sein Schiff schwer beschädigt worden war und die Mannschaft nur mit Glück mit dem Leben davonkam. Für die Reise von Back wurde die Terror zur Verfügung gestellt. Am 14. Juni 1836 stach er mit 60 Mann Besatzung von London aus in See.
Back war bekannt, dass Lyon versucht hatte, Southampton Island südlich in Richtung der Repulse Bay zu umsegeln, woraufhin sein Schiff im Roes Welcome Sound in einem Sturm auf einen Eisberg aufgelaufen war. Daher beschloss Back, stattdessen auf nördlichem Kurs den Foxe-Kanal zu durchqueren, was Parry 1821 erfolgreich gemeistert hatte. Jedoch war das Packeis in diesem Jahr wesentlich dichter, und bereits im September war die Terror fest eingeschlossen. In den folgenden zehn Monaten driftete das Schiff langsam Richtung Südost und wurde durch Stürme und den Druck des Eises schwer beschädigt. In der Mannschaft breitete sich zudem während des Winters Skorbut aus, an eine Fortsetzung der Expedition war daher nicht zu denken. Erst im Juni 1837 konnte die Mannschaft das Schiff befreien. Durch noch am Kiel haftendes Eis bekam das Schiff jedoch sofort Schlagseite und kenterte beinahe. Back gelang es schließlich, das Schiff notdürftig für die Rückfahrt zu reparieren. Nachdem das Schiff auf der Überfahrt im Atlantik noch in einem Sturm geriet und erneut nur knapp einer Katastrophe entging, erreichte die Mannschaft am 3. September Lough Swilly in Irland.

## Ruhestand
Back erholte sich nie mehr vollständig von den Strapazen der Reise, und sein Antrag auf Versetzung in den Ruhestand wurde stattgegeben. Im März 1839 wurde er zum Ritter (Knight Bachelor) geschlagen. Sieben Jahre war er Vizepräsident der Royal Geographic Society. Als Mitglied des Arctic Council beriet er während der Rettung der Franklin-Expedition die britische Admiralität. 1859 wurde er zum Konteradmiral der Reserve befördert, 1863 zum Vizeadmiral und schließlich 1876 zum Admiral. Er starb 1878 im Alter von 81 Jahren in London.

## Ehrungen
Am 15. November 1973 ehrte die kanadische Regierung, vertreten durch den für das Historic Sites and Monuments Board of Canada zuständigen Minister, Back und erklärte ihn zu einer „Person von nationaler historischer Bedeutung“.

## Bilder (Auswahl)

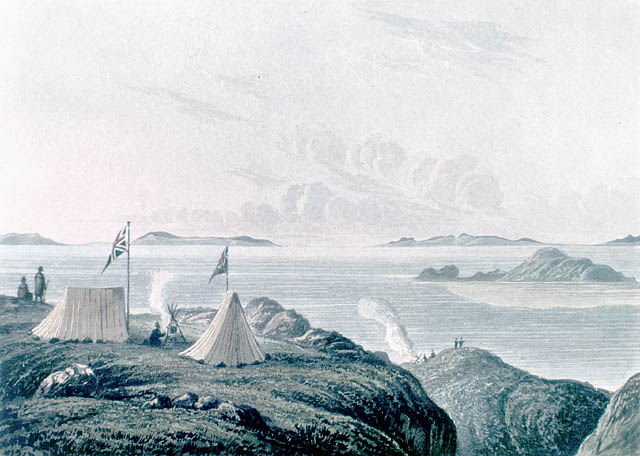
Mündung des Coppermine River (1821)
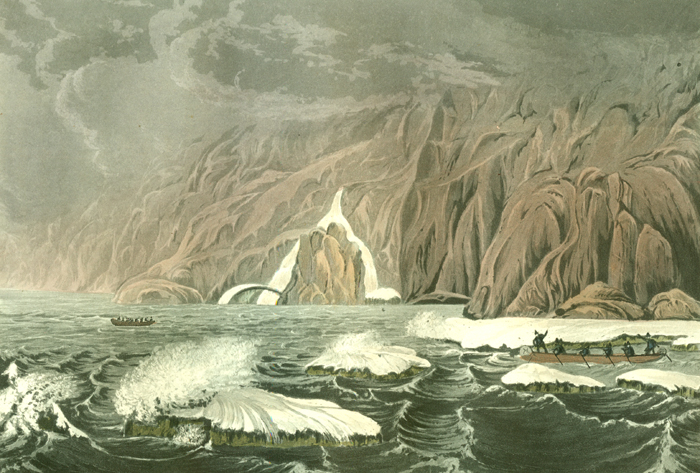
Cape Barrow (1821)
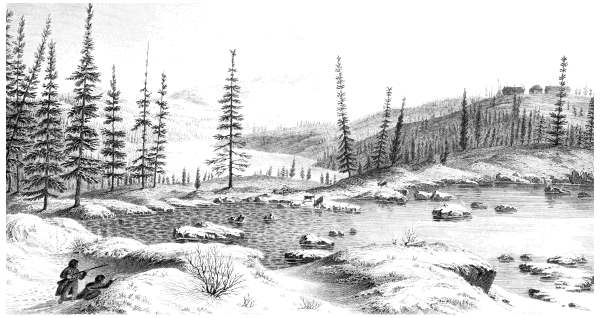
Fort Enterprise (1823)
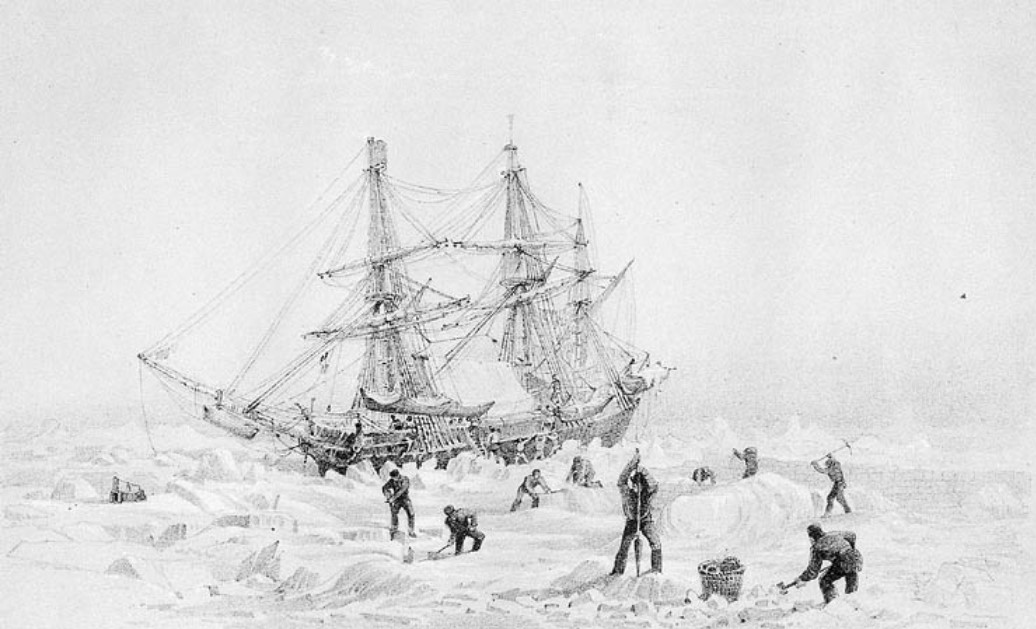
HMS Terror, im Eis eingeschlossen (1836/37)

## Werke
- Narrative of the arctic land expedition to the mouth of the Great Fish River, and along the shores of the Arctic Ocean, in the years 1833, 1834, and 1835. Murray u. a., London 1836, (In deutscher Sprache: Reise durch Nord-Amerika bis zur Mündung des grossen Fischflusses und an den Küsten des Polarmeeres. In den Jahren 1833, 1834 und 1835. Aus dem Englischen von Karl Andrée. Weber, Leipzig, 1836).
- Narrative of the expedition in HMS Terror, undertaken with a view to geographical discovery on the arctic shores, in the years 1836–7. Murray, London 1838.